# Pâtisserie
La pâtisserie désigne à la fois certaines préparations culinaires sucrées à base de pâte, l'ensemble des opérations pour leur confection, la boutique où se vendent ces préparations faites par un pâtissier ou par l'industrie agroalimentaire, ainsi que cette même industrie de transformation et de commercialisation de ces produits : gâteaux et tartes notamment.
Les pâtisseries sont consommées soit sous forme de dessert en fin de repas, soit à l'occasion de collation en cours de journée (notamment à l'occasion d'un goûter ou d'un thé).

## Définition
Les mets relevant de la pâtisserie sont sucrés et la plupart du temps nécessitent une cuisson. Le gâteau ou biscuit est souvent fourré, recouvert de glaçage ou encore décoré. Comme pour la cuisine salée, il existe de grandes bases. Il existe cinq grands types de pâtes, et les divers gâteaux se rattachent la plupart du temps à l'un d'eux. Pour que la pâtisserie soit réussie, il faut respecter les principes liés à la préparation de ces différentes pâtes.

## Histoire

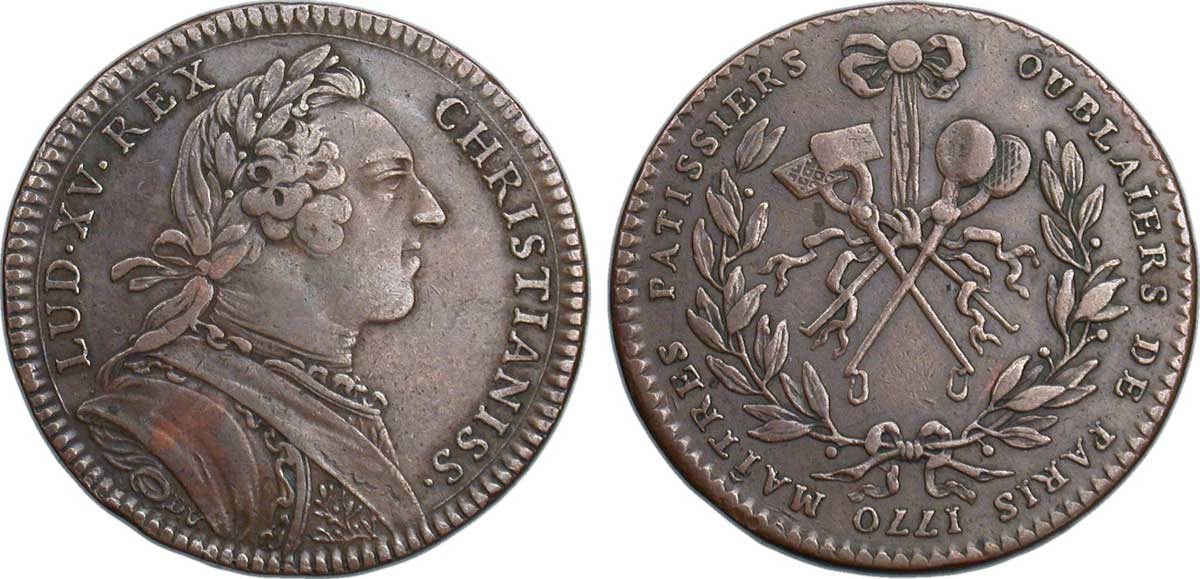
Jeton de la corporation parisienne des pâtissiers (1770).

La tradition européenne de la pâtisserie remonte souvent à l'époque des pâtes brisées et feuilletées qui étaient utilisées dans toute la Méditerranée dans l'Antiquité. Dans l'ancienne Méditerranée, les Romains, les Grecs et les Phéniciens avaient tous des pâtisseries de type phyllo dans leurs traditions culinaires. Dans les pièces d'Aristophane, écrites au 5e siècle avant J.-C., il est question de sucreries, notamment de petites pâtisseries fourrées aux fruits. La cuisine romaine utilisait de la farine, de l'huile et de l'eau pour fabriquer des pâtisseries qui étaient utilisées pour recouvrir les viandes et les volailles pendant la cuisson afin d'en conserver les jus, mais ces pâtisseries n'étaient pas destinées à être mangées. Une pâtisserie destinée à être mangée était une pâtisserie plus riche qui était transformée en petites pâtisseries contenant des œufs ou des petits oiseaux et qui était souvent servie lors des banquets. Les Grecs et les Romains avaient tous deux du mal à fabriquer une bonne pâtisserie car ils utilisaient de l'huile dans le processus de cuisson, et l'huile fait perdre à la pâtisserie sa rigidité.
Dans la cuisine médiévale d'Europe du Nord, les pâtissiers étaient capables de produire de belles pâtisseries rigides parce qu'ils cuisinaient avec de la graisse alimentaire et du beurre. Certaines listes d'ingrédients incomplètes ont été retrouvées dans des livres de cuisine médiévaux, mais aucune version complète et détaillée. Il existait des pâtisseries rigides et vides qui étaient consommées uniquement par les serviteurs et étaient recouvertes d'un glaçage au jaune d'œuf pour les rendre plus agréables à manger. Les pâtisseries médiévales comprenaient également des petites tartes pour ajouter de la richesse.
Ce n'est que vers le milieu du 16e siècle que de véritables recettes de pâtisserie ont commencé à apparaître,. Ces recettes ont été adoptées et adaptées au fil du temps dans divers pays européens, donnant lieu à la myriade de traditions pâtissières connues, des pastéis de nata portugais à l'ouest aux pirozhki russes à l'est. L'utilisation du chocolat dans les pâtisseries occidentales, si courante aujourd'hui, n'est apparue qu'après que les commerçants espagnols et portugais eurent apporté le chocolat du Nouveau Monde en Europe à partir du XVIe siècle. De nombreux historiens culinaires considèrent le pâtissier français Antonin Carême (1784-1833) comme le premier grand maître de la pâtisserie des temps modernes.
La pâtisserie a une forte tradition dans de nombreuses régions d'Asie. Les pâtisseries chinoises sont fabriquées à partir de riz, ou de différents types de farine, avec des garnitures à base de fruits, de pâte de haricots sucrés ou de sésame. Les gâteaux de lune font partie des traditions du festival de la mi-automne chinois, tandis que les cha siu bao, des brioches de porc cuites à la vapeur ou au four, sont un élément régulier du menu salé des dimsum. Au XIXe siècle, les Britanniques ont introduit la pâtisserie de style occidental en Extrême-Orient, mais c'est l'influence française de Maxim (chaîne de restaurants hongkongais), dans les années 1950, qui a rendu la pâtisserie occidentale populaire dans les régions de langue chinoise, à commencer par Hong Kong. Le terme « gâteau occidental » (西餅) est utilisé pour désigner la pâtisserie occidentale, sinon on suppose qu'il s'agit de pâtisserie chinoise. D'autres pays asiatiques, comme la Corée, préparent des pâtisseries-confiseries traditionnelles comme le tteok, le hangwa et le yaksik avec de la farine, du riz, des fruits et des ingrédients spécifiques à la région pour en faire des desserts uniques. Le Japon possède également des pâtisseries-confiseries spécialisées plus connues sous le nom de mochi et de manjū. Les pâtisseries-confiseries originaires d'Asie se distinguent nettement de celles originaires d'Occident, qui sont généralement beaucoup plus sucrées.
Certaines pâtisseries peuvent être particulièrement caractéristiques d'une région (kouign-amann, cannelé…) ou traditionnellement spécifiques de périodes de l'année (galette des rois, bûche de Noël…).

## Ingrédients et recettes

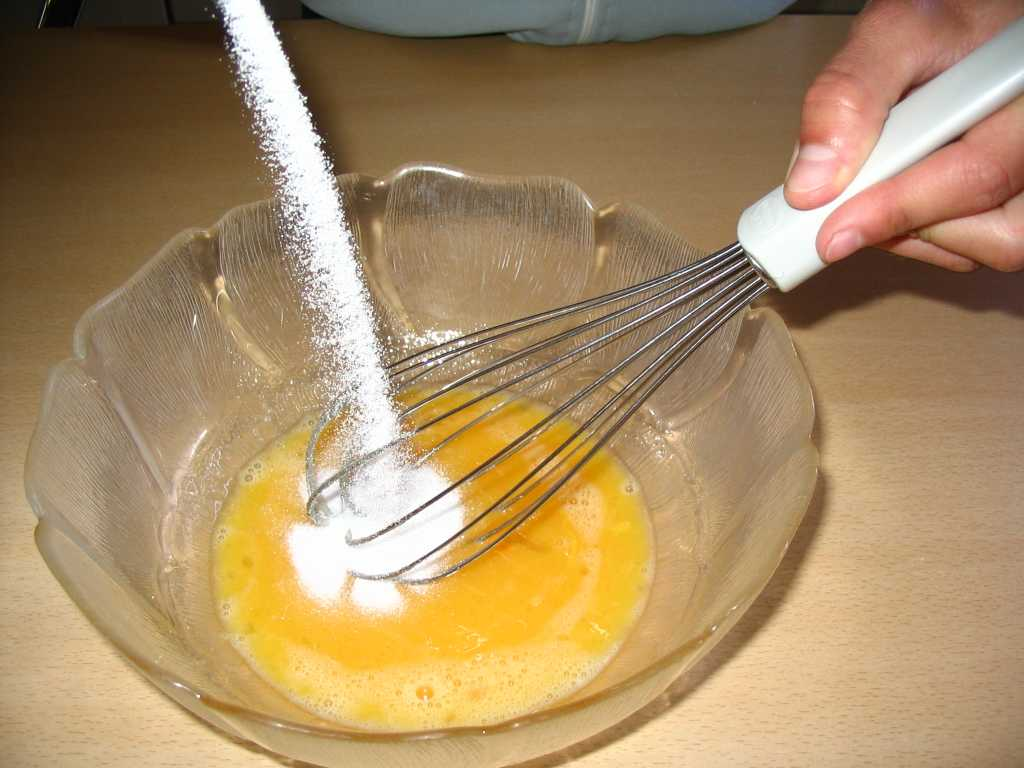
Œufs et sucre fouettés dans un bol.

### Ingrédients
Les ingrédients les plus courants en pâtisserie française sont :
- Le sucre, sous toutes ses formes ;
- L'œuf (de poule), dont le blanc et le jaune sont souvent séparés afin de profiter de leurs propriétés radicalement différentes ;
- La farine de blé tendre, essentiellement blanche (farines dites faibles, type T45 à T65) ;
- Le lait et ses dérivés (la crème fraîche et le beurre);
- Le sel, en faibles proportions mais présent dans quasiment toutes les recettes ;
- Diverses matières grasses, dépendant notamment de la région d'origine de la recette : le beurre, la margarine, l'huile ;
- Des agents de levuration comme la levure chimique, utilisés pour faire lever certaines pâtes.

Peuvent s'y ajouter de l'eau, des alcools, des fruits (frais, secs ou au sirop), du chocolat, du café, des épices (vanille, cannelle, etc.), et de façon générale tout ingrédient issu de la transformation de tout ou partie de ces ingrédients de base : confitures, chantilly, ganaches, fruits confits, extraits, arômes, colorants, etc.
Bien que l'on retrouve souvent les mêmes ingrédients, c'est la méthode de travail et le dosage entre ces différents produits qui font la différence entre les pâtisseries. 

### Recettes

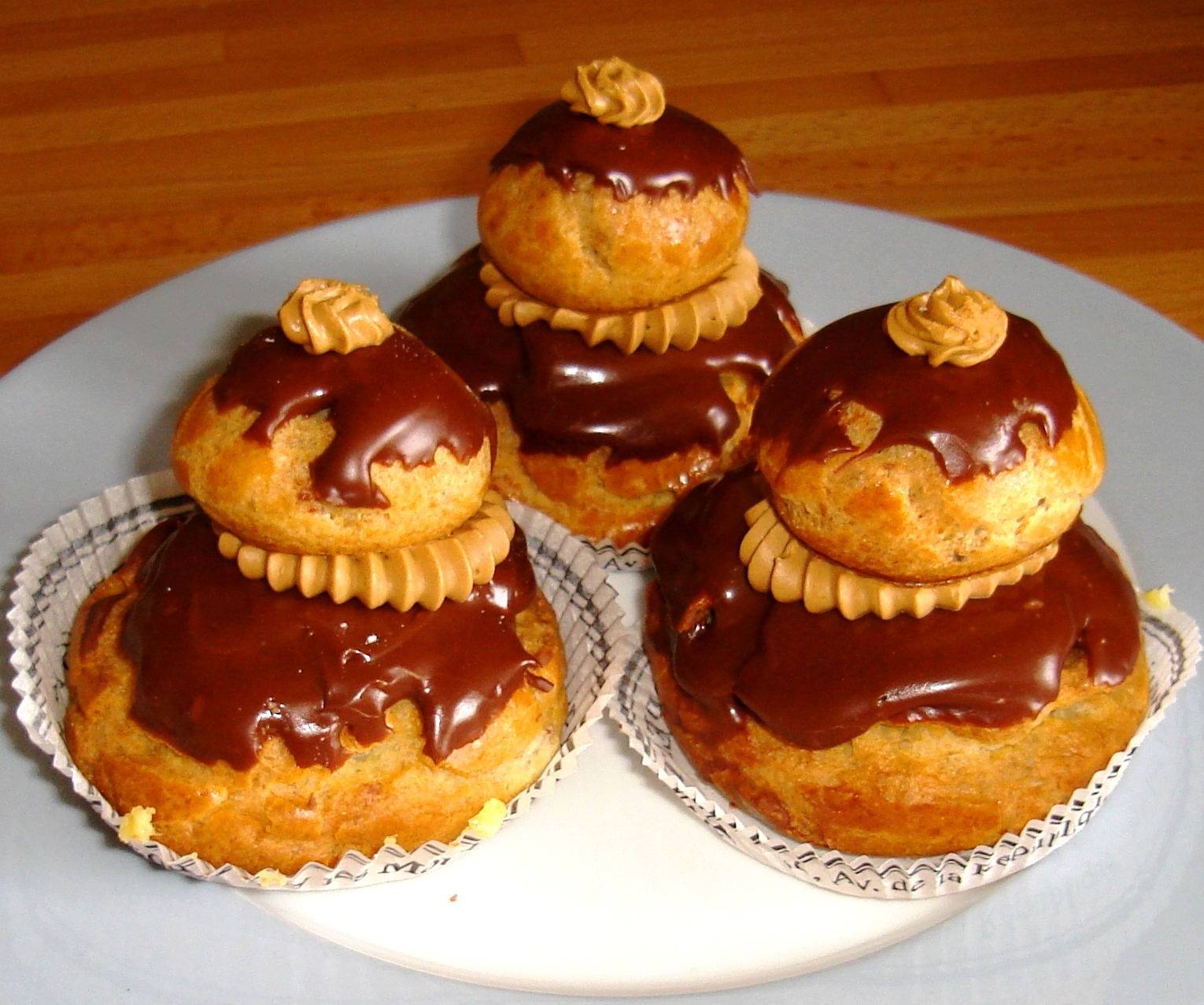
Les religieuses sont un exemple d'utilisation de la pâte à choux.

Certaines recettes de base, dénommées « appareil » en cuisine, sont utilisées dans de nombreuses pâtisseries comme les pâtes, et les crèmes. La pâtisserie peut être en petites portions individuelles (éclairs, macarons, pâtisseries marocaines…) ou en gâteau (Saint-honoré, fraisier…).
- La pâte brisée est une des plus utilisées et des plus simples pâtisseries. Elle est composée de farine, de beurre, d'eau et de sel[5]. Cette pâte est souvent utilisé pour faire des tartes. Il y a un autre type de pâte apparenté : la pâte sucrée où du sucre et de l’œuf sont utilisés pour lier la pâte à la place de l'eau.
- La pâte sablée est utilisée en fond de tarte (avec cuisson à blanc), ou pour des biscuits appelés sablés. Cette pâte repose sur la technique du sablage.
- La pâte feuilletée (pâte à croissant, feuilletage…) est une pâte formant plusieurs couches à la cuisson et possédant une consistance plutôt croustillante et légère.
- La pâte à choux est une pâte légère souvent fourrée avec de la crème. Son nom vient de sa texture assez rugueuse après la cuisson qui fait penser à celle d'un chou (le légume). Grâce à sa consistance assez épaisse avant d’être cuite, on peut lui donner différentes formes comme celle du chou ou de l'éclair. Cette pâte nécessite une précuisson. C'est sa grande proportion en eau qui est à l'origine du creux dans le chou et de sa légèreté.
- La pâte phyllo est une pâte très fine, souvent utilisée en plusieurs couches, et on la retrouve dans la cuisine méditerranéenne. Elle est à l'origine de pâtisserie délicate et feuilletée.

Les techniques varient et comptent notamment : la poche à douille  ; costarde ; viennoiserie ; macaronage et feuilletage.

### Matériel

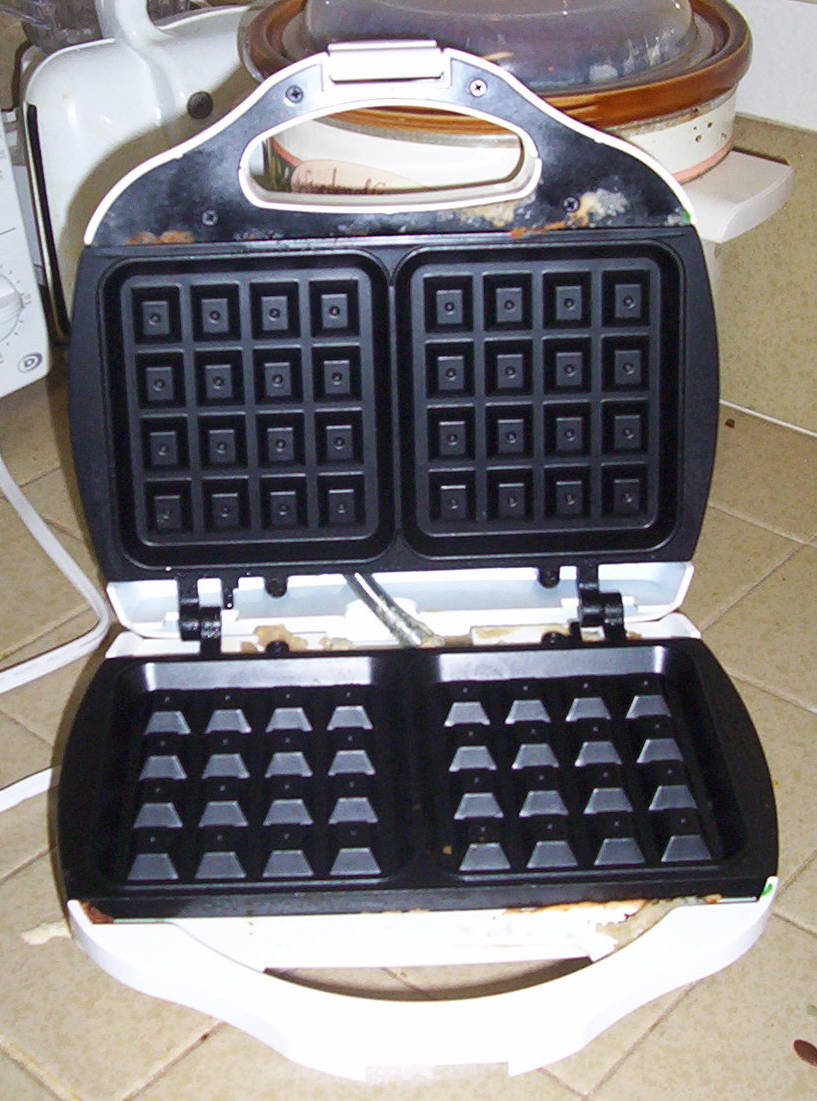
Moule à gaufres, un des nombreux ustensiles utilisés en pâtisserie.

Certains ustensiles sont fréquemment utilisés, notamment :
- Les couverts et la spatule ;
- Le fouet, mécanique, électrique ou manuel ;
- Le verre doseur ou la balance de ménage ;
- Divers récipients : cul de poule, bols, casseroles, etc., utilisés en préparation ou présentation ;
- Le rouleau à pâtisserie et la planche à pâtisserie[6];
- La poche à douille ou le moule pour donner leur forme aux confections ;
- Des papiers ou films plastiques, la feuille d'aluminium ;
- Le chinois et autres passoires ;
- Le mixeur ;
- Le bol mixeur.

## Profession

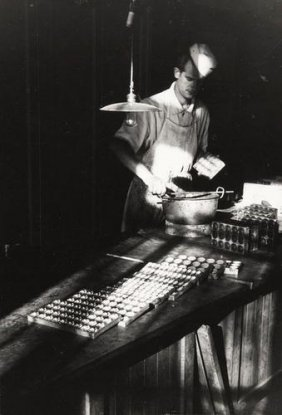
Atelier de pâtisserie (photo de Mario Gabinio).

De nombreux produits de pâtisserie exigent beaucoup de temps et de travail. La présentation est un aspect important de la préparation des pâtisseries et des desserts. Le travail est souvent physiquement exigeant, nécessitant une attention aux détails et de longues heures. Les pâtissiers sont également chargés de créer de nouvelles recettes à mettre au menu, et ils travaillent dans des restaurants, des bistrots, de grands hôtels, des casinos et des boulangeries. La pâtisserie est généralement réalisée dans une zone légèrement séparée de la cuisine principale. Cette section de la cuisine est chargée de fabriquer des pâtisseries, des desserts et d'autres produits de boulangerie.

### En France
La pâtisserie fait l'objet d'une professionnalisation issue majoritairement de formations spécialisées, et donne lieu à des concours nationaux et internationaux. Il s'agit d'un métier relevant de l'artisanat et de l'industrie agroalimentaire. Les établissements confectionnant ou commercialisant de la pâtisserie sont fréquemment associés à une activité de boulangerie, confiserie, viennoiserie voire chocolaterie ou salon de thé.
La formation de pâtissier est assurée principalement par un Certificat d'aptitude professionnelle (CAP) de pâtissier qui englobe également la confiserie, glacerie, chocolaterie et comporte également l'option traiteur.
À la suite du CAP, le pâtissier peut continuer ses études en faisant :
- une mention complémentaire : « MC boulangerie spécialisée » ou « MC pâtisserie-confiserie-chocolaterie-glacerie ».
- un BTM : (Brevet de technique et maîtrise) en 2 ans ou un baccalauréat spécialisé : bac professionnel filière « boulangerie pâtisserie » ou Bac technologique hôtellerie (BTH) ;
- à la suite, un Brevet de maîtrise : « BM pâtissier » en 2 ans.

Dans sa carrière, un pâtissier pourra travailler comme : ouvrier pâtissier (salarié dans une structure comme une boulangerie-pâtisserie, salon de thé ou restaurant, supermarché, industrie agroalimentaire..., il peut évoluer par exemple en chef de partie « pâtisserie » de restaurant ; ou artisan pâtissier (il est responsable de sa propre pâtisserie ou gérant d'une boutique franchisée).
Au-delà des meilleurs ouvriers de France, un grand nombre de chefs pâtissiers français se démarquent par leur créativité mais aussi leur médiatisation (nouvelles recettes et saveurs, recettes traditionnelles revisitées). Parmi eux on peut citer les grands chefs Gaston Lenôtre, S.G. Sender, Michel Guérard, Yves Thuriès, Jean-Paul Hévin, Pierre Hermé, Philippe Conticini, Olivier Bajard, Christophe Felder, Christophe Michalak, Claire Heitzler, Philippe Etchebest, Cyril Lignac et Cédric Grolet.